# Janusz Radziwiłł (1612–1655)

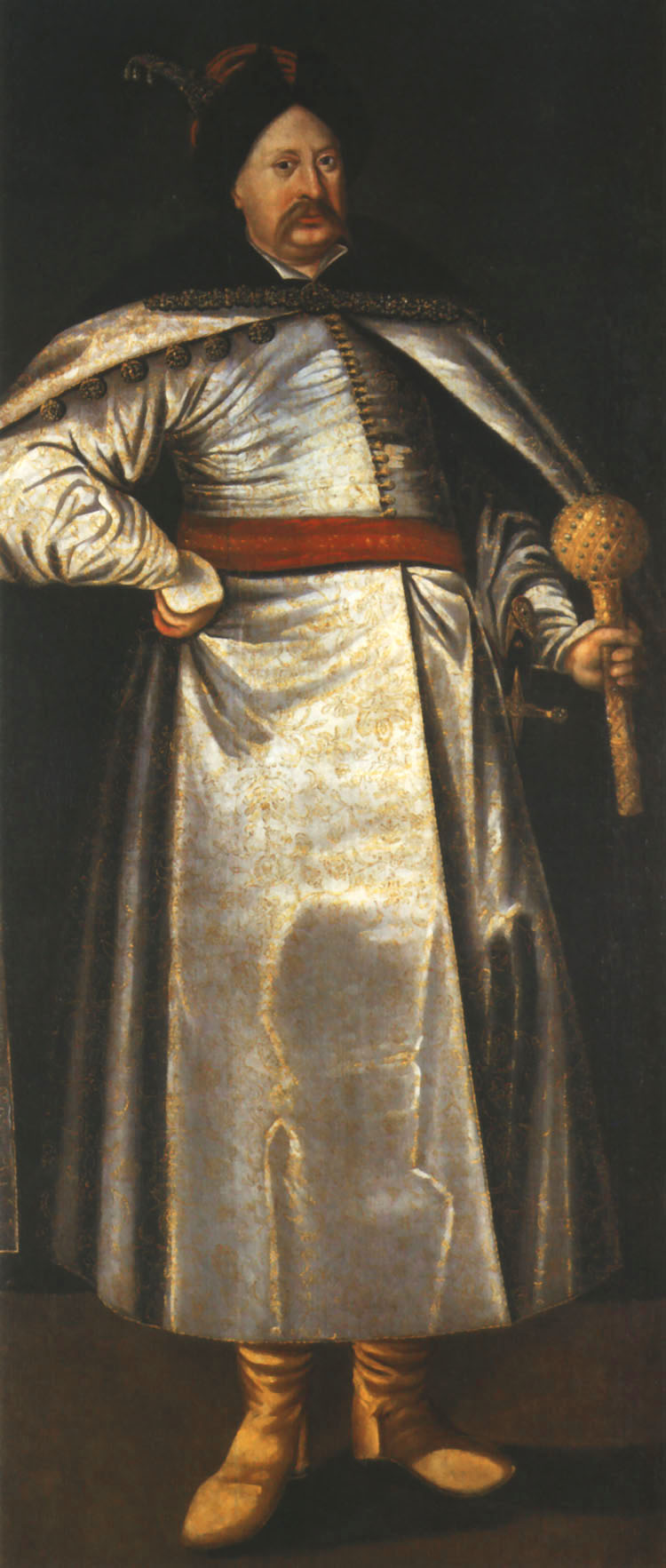
Reichsfürst und Großhetman von Litauen, Janusz Radziwiłł, den Hetmansstab in der linken Hand haltend

Janusz Radziwiłł (litauisch Jonušas Radvila; * 12. Dezember 1612 in Papilys; † 31. Dezember 1655 in Tykocin) war ein litauischer Aristokrat, Magnat, Beamter im Staatsdienst, Feldherr sowie Reichsfürst des Heiligen Römischen Reichs.
Als Sohn von Krzysztof Radziwiłł (1585–1640) und der Anna Radziwiłł († nach 1642), geborene Kiszka, entstammte er dem Adelsgeschlecht der Radziwiłł (litauisch Radvilos).

## Leben
Janusz Radziwiłł bekleidete eine Vielzahl von Staatsämtern in der Aristokratischen Republik Polen-Litauen, wodurch er sehr reich und einflussreich wurde. So war er ab 1633 Großkämmerer von Litauen, 1646–1653 Generalstarost des Herzogtums Samogotien, 1646–1654 Feldhetman von Litauen, ab 1653 Wojewode von Wilna sowie ab 1654 Großhetman von Litauen. Außerdem war er Starost von Kamieniec Litewski, Sejny und Kazimierz.
Radziwiłł war Calvinist, verstand sich als Beschützer des reformierten Glaubens und unterstützte den Unterhalt und Bau von reformierten Schulen und Kirchen in Litauen. Er führte 1654 nach Ausbruch des Russisch-Polnischen Kriegs die Truppen in Litauen und Livland. Nach dem im Jahr 1655 vom polnischen König provozierten Angriff Schwedens auf Polen taktierte Radziwiłł zwischen den in Livland eingedrungenen Schweden und den Russen, die er als gefährlicher einschätzte. Er löste 1655 nach der Flucht König Johann Kasimirs ins deutsche Reich zusammen mit seinem Vetter Bogusław Radziwiłł im Vertrag von Kėdainiai die Lubliner Union mit Polen zugunsten eines Bündnisses Litauens mit dem Schwedenkönig Karl X. Gustav zwecks Vertreibung der Russen aus Litauen auf. Dieser Schritt brachte die reformierten Radziwiłłs in der Öffentlichkeit Polens, besonders bei Hofe, für alle Zeit in den Ruf von Landesverrätern.
Radziwiłł starb in seiner durch die Truppen der Konföderation von Tyszowce belagerten Festung Tykocin. Seine Nachfolge als Haupt des reformierten Zweigs der Familie trat Bogusław Radziwiłł an.

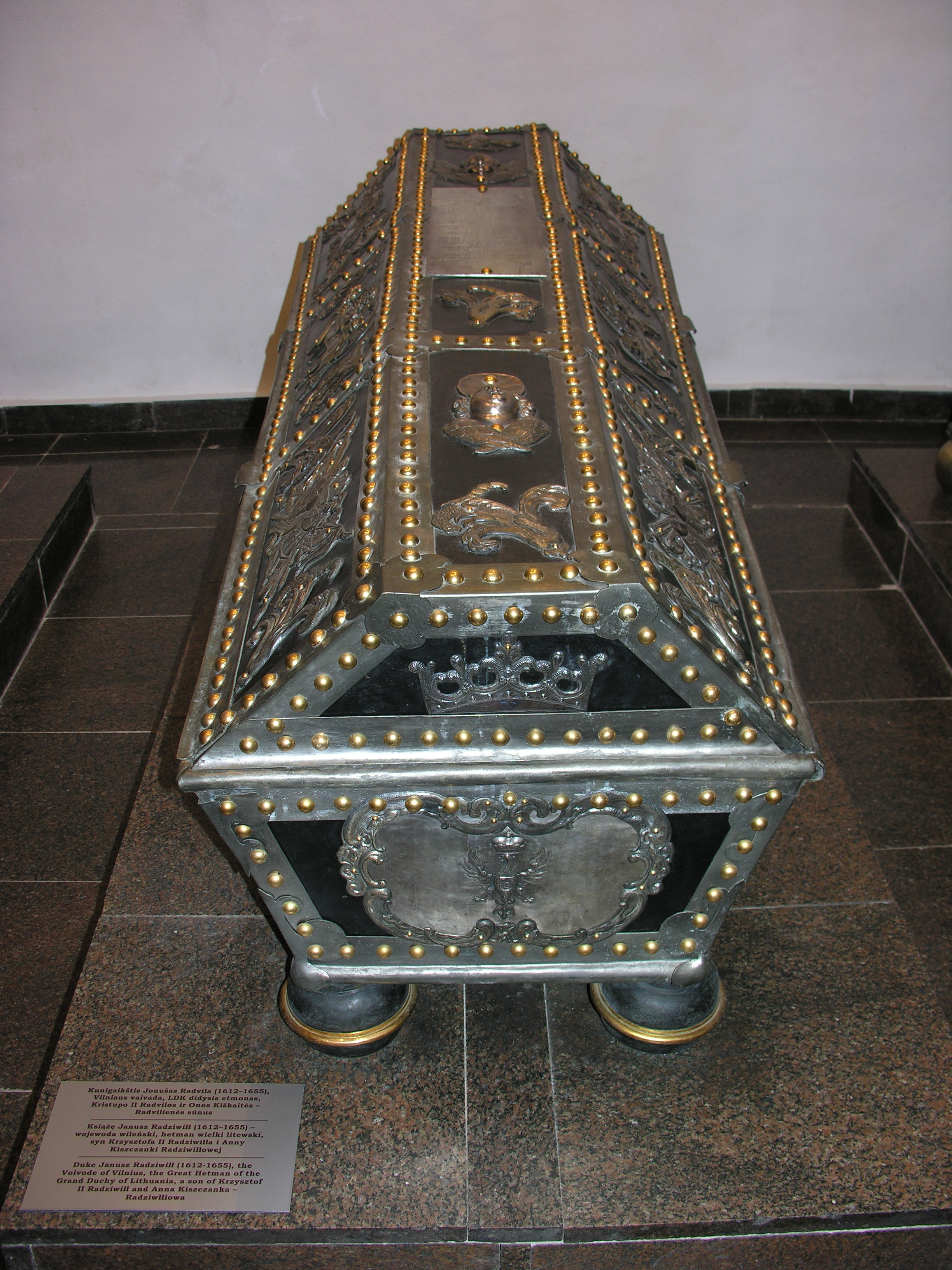
Der Sarg Janusz Radziwiłłs in der reformierten Kirche von Kėdainiai

## Ehen und Nachkommen

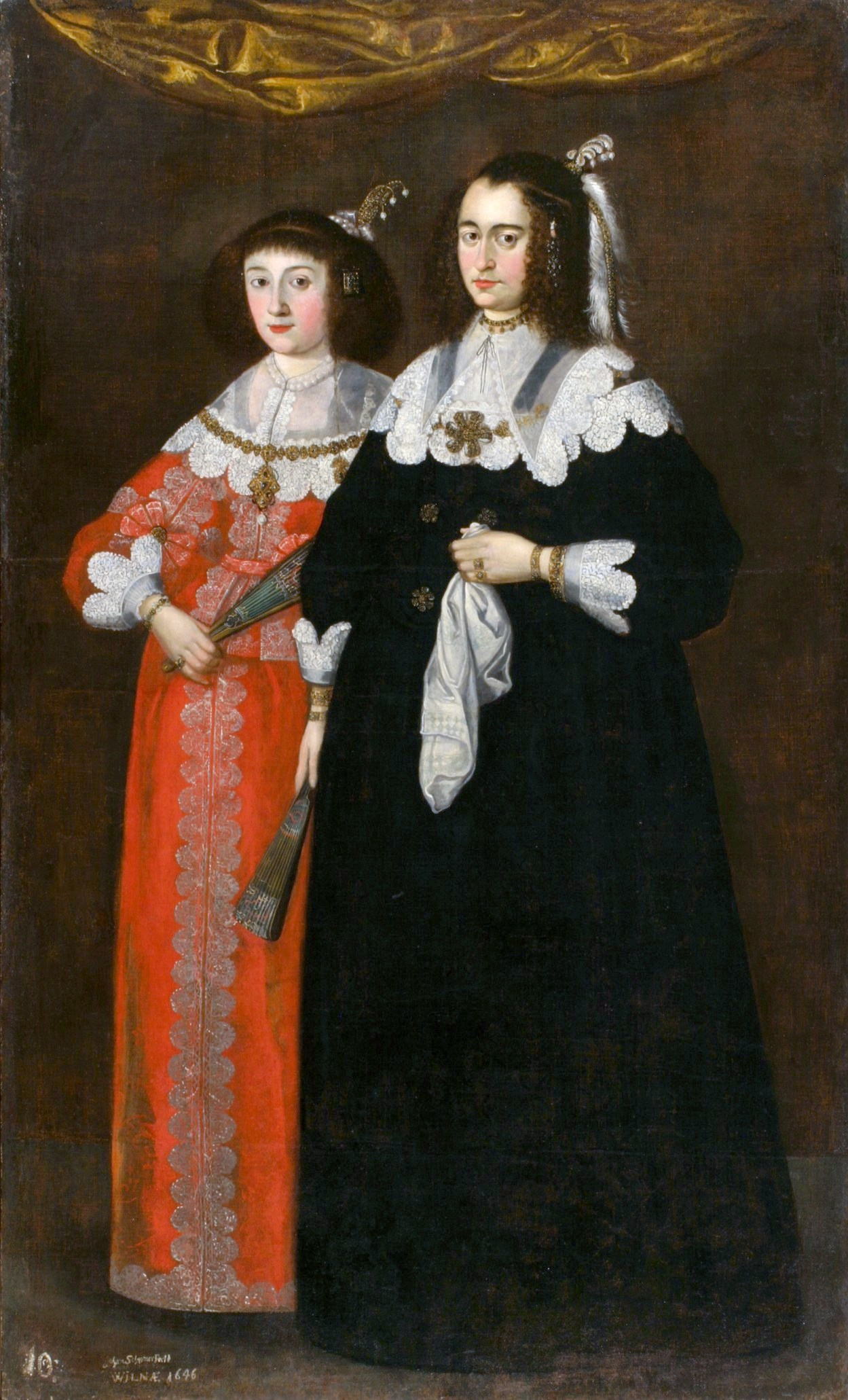
Katarzyna Potocka und Maria Lupu, Gemälde von Johann Schretter 1646

Janusz Radziwiłł war ab 1638 mit Katarzyna Potocka (1616–1642), Tochter des Woiwoden Stefan Potocki (1568–1631) und Maria Amalia Mohyla (1591–1638), einer Cousine von Petro Mohyla, verheiratet. Seine Frau war Katholikin. Aus der Ehe entsprangen zwei Kinder:
- Anna Maria Radziwiłł (1640–1667), ab 1665 verheiratet mit ihrem Cousin Bogusław Radziwiłł
- Krzysztof Radziwiłł (1641–1642/43)

Nach dem Tod der ersten Ehefrau heiratete Radziwiłł 1645 Maria Lupu, eine Tochter des moldauischen Fürsten Vasile Lupu. Diese Ehe blieb ohne Nachkommen.